# Texas addio
Texas, addio (conocido en España tanto por Texas, adiós como por Adiós, Texas) es un spaghetti western coproducido por Italia y España que se estrenó en Italia en 1966 y en España un año más tarde. Dirigido por Ferdinando Baldi e interpretado en su papel principal por Franco Nero y un reparto mixto italo - español.
El tema principal de la película, Texas, addio, fue escrito por Antón García Abril y Don Powell e interpretado por Don Powell.

## Argumento
Burt Sullivan (Franco Nero) es un sheriff en una población de Texas. Conoce al fin la identidad del asesino de su padre y decide viajar al vecino México, donde el asesino (Cisco) es cacique de un cierto área. Su hermano pequeño, Jim, se ve obligado contra su voluntad a acompañarle y juntos descubrirán que el cacique es algo más que el asesino de su padre.

## Reparto
- Franco Nero: Burt Sullivan
- Alberto Dell'Acqua: Jim Sullivan
- Elisa Montés: Chica mexicana
- José Guardiola: McLeod
- Livio Lorenzon: Alcalde Miguel
- Hugo Blanco: Pedro